# Salomon Lazare Johanet
Pour les articles homonymes, voir Johanet.
Salomon Lazare Johanet est un homme politique français né le 2 février 1763 à Aschères-le-Marché (Loiret) et décédé le 25 décembre 1824 à Orléans (Loiret).
Homme de loi à Orléans, il est élu député du Loiret au Conseil des Cinq-Cents le 22 germinal an V. Son élection est annulée après le coup d’État du 18 fructidor an V.

## Sources
- « Salomon Lazare Johanet », dans Adolphe Robert et Gaston Cougny, Dictionnaire des parlementaires français, Edgar Bourloton, 1889-1891 [détail de l’édition]